# 天羽トンネル
天羽トンネル（あまはトンネル）は、千葉県富津市の館山自動車道にあるトンネルである。

## 概要
- 全長 : 上り線1,271 m 下り線1,255 m
- 車線数 : 3車線（暫定3車線）
上り線2車線・下り線1車線
- 制限速度 : 100 km/h

館山自動車道に唯一存在するトンネルである。線形はほぼ直線で、館山自動車道終点の富津竹岡ICに近い位置にある。そのため、下り線から走行するとトンネル内に出口の案内標識がある。下り線はこのまま本線を通過すると富津館山道路に入線する。
2020年に4車線化される前は、現在の下り線で暫定2車線運用していた。

## 歴史
- 2005年（平成17年）3月19日 : 富津中央IC - 富津竹岡IC開通と同時に併用開始。
- 2020年（令和2年）3月6日 : 富津中央IC - 富津竹岡IC間4車線化。

## その他
- 前述したとおり、館山自動車道のトンネルはここだけで、京葉道路の起点から数えても貝塚トンネルに続いて2番目のトンネルだが、富津竹岡ICを通過して富津館山道路に入るとトンネルの連続した区間が続く。
- 当トンネルを含む君津IC‐富津竹岡IC間は暫定2車線での併用で、2009年（平成21年）4月27日の第4回国土開発幹線自動車道建設会議にて4車線に整備計画が変更されたが2009年（平成21年）10月、政権交代を果たした民主党の公共事業見直しにより国土交通省が4車線化事業の凍結を決定し、再び4車線化工事は白紙になった。当トンネルを含む区間は2020年（令和2年）3月6日に4車線化されたが、下り線は当トンネル付近では左側車線のみの片側1車線であるため暫定3車線である。

## 隣
E14 館山自動車道
富津中央IC - 天羽トンネル - (20)富津竹岡IC